# Борис Милетич
Борис Милетич (хорв. Boris Miletić, нар. 2 вересня 1975, Пула, Хорватія) — хорватський політик, міський голова Пули, голова Демократичної асамблеї Істрії (ДАІ).

## Біографія
1999 року Милетич здобув ступінь бакалавра на факультеті економіки і туризму ім. д-ра Мійо Мірковича Пульського університету ім. Юрая Добріле. У січні 2001 року продовжив освіту в університеті штату Клівленд, а в листопаді 2002 року здобув ступінь магістра в Пульському університеті. Наприкінці 2007 року здобував післядипломну освіту на економічному факультеті Сплітського і Загребського університетів.
З 2000 по 2006 рік Милетич працював на різних посадах державної служби в Істрійській жупанії, включаючи стажування в управлінні економіки (2000—2001) і в агентстві з розвитку Істрії (2001—2006), де він зрештою став генеральним директором.
Мілетича вперше обрано мером міста Пула в 2006 році, після чого він перемагав на наступних виборах у 2009 і 2013 роках. У 2008—2011 роках був депутатом хорватського парламенту від ДАІ.
У 2014 році, після виключення з ДАІ Даміра Каїна, Милетич став керівником партії. На парламентських виборах 2015 року Милетич і партійні ватажки вирішили вийти з коаліції «Кукуріку» (згодом відомої як коаліція «Хорватія росте») і змагатися за голоси виборців самостійно. За результатами виборів партія виборола 3 місця в парламенті, а сам Милетич, який відкривав регіональний виборчий список ДАІ, знову став депутатом.
Милетич заявляв, що його метою є регіоналізація Хорватії та надання Істрії більшої автономії.
Окрім хорватської як рідної, користується англійською, італійською та німецькою мовами. Активно грає на акордеоні та клавішних. Закінчив у Пулі початкову музичну школу ім. Івана Матетича Роньгова по класу акордеона професора Рокко Клаудії.
У вільний час захоплюється вітрильним спортом, риболовлею та еногастрономією. Одружений, має сина. Живе і працює у Пулі.